# Eustoma
Eustoma es un género de plantas con flores perteneciente a la familia Gentianaceae, se encuentra en las regiones calurosas del sur de los Estados Unidos, México, Antillas y norte de Sudamérica.  Comprende 14 especies descritas y de estas, solo 3 aceptadas.

## Descripción
Son plantas herbáceas caducifolias que alcanzan los  15 – 60 cm de altura con hojas ligeramente suculentas de color azul-verdoso y grandes flores que crecen en largos tallos.
Eustoma russellianum es muy popular como planta ornamental y usada como flor cortada.
Son hierbas anuales, erectas, que alcanzan un tamaño de 15–60 (–90) cm de alto, glabras, generalmente glaucescentes; tallos teretes. Hojas opuestas, las inferiores obovadas a espatuladas, las del medio oblongas a oblongo-elípticas, 3–6 (–9) cm de largo y 1.5–3 cm de ancho, obtusas o redondeadas a agudas, generalmente apiculadas, basalmente abrazadoras. Inflorescencias difusas, compuestas de dicasios simples o compuestos, de pocas flores, pedicelos 30–80 (–100) mm de largo, flores 5 (6)-meras; tubo del cáliz campanulado a turbinado, 3–5 mm de largo, carinado, lobos 5 (6), angostamente lanceolados, (7–) 10–18 (–22) mm de largo, largamente atenuados, carinados; tubo de la corola cilíndrico a campanulado, 8–12 mm de largo, lobos oblongos a oblongo-obovados, 14–26 mm de largo, a veces erosos, azulados a morados o blancos; filamentos delgados adheridos a la garganta de la corola, anteras oblongas, versátiles, curvándose después de la dehiscencia; ovario 1-locular, placentas entrando ligeramente dentro de la cavidad, estilo delgado, estigma ampliamente bilamelado. Cápsula ovoide a cilíndrica, 1.2–2 cm de largo, rodeada por el tubo del cáliz y la corola marcescentes, generalmente coronada por el estilo persistente; semillas pequeñas, foveoladas.

## Taxonomía
El género fue descrito por  Richard Anthony Salisbury y publicado en The Paradisus Londinensis 1: pl. 34. 1805[1806]. 
Etimología
Eustoma: nombre genérico que deriva de las palabras griegas: eu de "bueno o hermoso" y estoma para "boca", en referencia a que la garganta del tubo de la corola es grande.

## Especies aceptadas
A continuación se brinda un listado de las especies del género Eustoma aceptadas hasta marzo de 2014, ordenadas alfabéticamente. Para cada una se indica el nombre binomial seguido del autor, abreviado según las convenciones y usos.
- Eustoma barkleyi Standl. ex Shinners
- Eustoma exaltatum (L.) Salisb.
- Eustoma russellianum (Hook.) G.Don